# Pegalajar
Pegalajar es una localidad y municipio español de la comarca de Sierra Mágina, en la provincia de Jaén, comunidad autónoma de Andalucía. Una parte de su territorio municipal se encuentra dentro del parque natural de Sierra Mágina. Tiene una población de 2827 habitantes (INE 2024).
En la localidad del mismo nombre se encuentran el arco de la Encarnación, que es un edificio gótico del siglo XV y la iglesia dedicada a la Santa Cruz, templo renacentista del siglo XVI, que sufrió grandes daños en la guerra civil española y en la que destaca su torre campanario, que es un resto de la antigua fortaleza medieval.

## Heráldica
Los símbolos oficiales representativos del municipio de Pegalajar desde 2007 son:
Escudo
"Escudo partido. En la diestra, sobre campo de gules, un castillo de oro donjonado, almenado de tres torres, con cinco ventanas y una puerta aclarado de sable. Sobre cada torre hay una estrella de sable, de cuatro puntas la torre diestra, de seis la central y de ocho la siniestra. En la partición siniestra del escudo, león de gules coronado, armado y lampasado de oro sobre plata. Timbre de corona real española cerrada."
Bandera
"Bandera de endrizar rectangular, de tafetán, con una proporción de tres módulos de larga por dos de ancha (2:3), cortada por mitad horizontal en dos partes iguales, la mitad superior de azul zafíreo, y la mitad inferior violada, que cargará íntegramente con su timbre y lema el escudo municipal, ajustando el eje geométrico de éste al centro del vexilo, con una altura igual a los dos tercios del ancho de la bandera."

## Geografía
El término municipal de Pegalajar ocupa una extensión de 79.89 km² en el valle del río Guadalbullón, a unos 18.8 km al sureste de la ciudad de Jaén, dentro de la Comarca de Sierra Mágina y pertenece a la Demarcación Paisajística de Los Montes-Subbética. Se encuentra representado en la hoja 947 del Mapa Topográfico Nacional.
Su principal núcleo poblacional se emplaza en la ladera sur de la Serrezuela de Pegalar, a 798 m sobre el nivel el mar. Tiene una pedanía, La Cerradura, a 560 m sobre el nivel el mar, desplegándose a lo largo del cauce del río Guadalbullón. La Huerta de Pegalajar es un Bien de Interés Cultural por ser “un modelo emblemático de interacción hombre-naturaleza”.
| Noroeste: La Guardia de Jaén | Norte: Mancha Real      | Noreste: Torres    |
| Oeste: La Guardia de Jaén    |                         | Este: Cambil       |
| Suroeste: Jaén               | Sur: Campillo de Arenas | Sureste: Cárcheles |

## Clima
| Mes                           | Media | Ene  | Feb  | Mar  | Abr  | May  | Jun  | Jul  | Ago  | Sep  | Oct  | Nov  | Dic  |
| ----------------------------- | ----- | ---- | ---- | ---- | ---- | ---- | ---- | ---- | ---- | ---- | ---- | ---- | ---- |
| Temperatura máxima media (°C) | 22,7  | 13,1 | 15,3 | 18,6 | 20,2 | 24,4 | 30,1 | 34,5 | 33,8 | 29,5 | 22,6 | 17,3 | 13,5 |
| Temperatura mínima media (°C) | 7,5   | 0,4  | 1,8  | 3,5  | 5,6  | 9,1  | 12,8 | 15,3 | 15,1 | 12,4 | 8,3  | 4,1  | 1,9  |
| Temperatura media (°C)        | 15,1  | 6,8  | 8,4  | 11,1 | 12,7 | 16,6 | 21,4 | 24,7 | 24,5 | 20,8 | 15,6 | 10,7 | 7,5  |
| Lluvias (mm)                  | 4,6   | 6    | 7    | 5    | 7    | 5    | 2    | 1    | 1    | 2    | 5    | 6    | 8    |
|                               |       |      |      |      |      |      |      |      |      |      |      |      |      |

## Historia

### Prehistoria y antigüedad

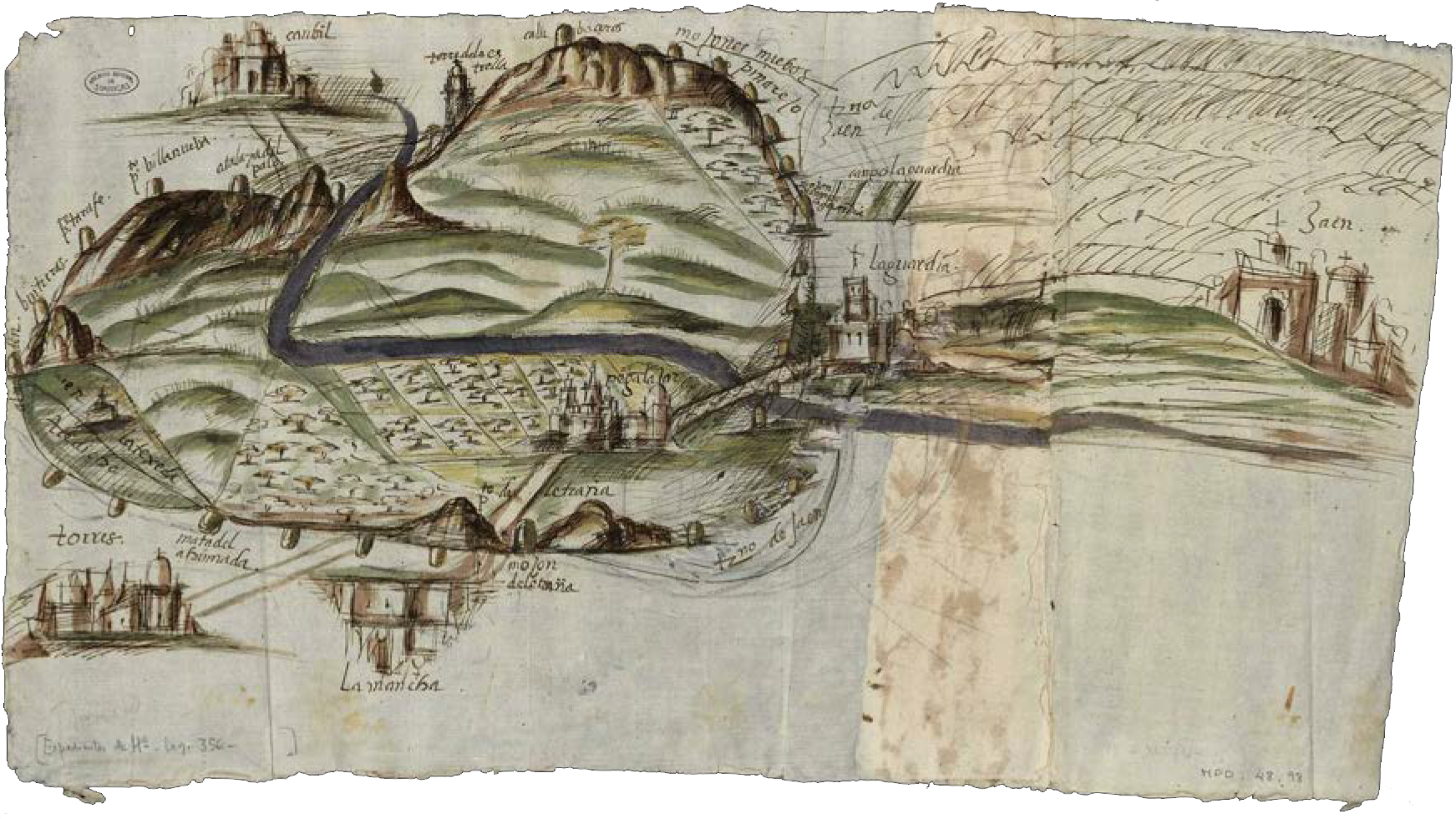
Mapa del término municipal en 1559.

Las evidencias más antiguas de poblamiento humano en el término municipal se remontan a la Edad del Cobre, en la Cueva de los Majuelos, situada a unos 500 m al norte del núcleo urbano, y prácticamente destruida en la actualidad. Es una cueva doble, descubierta la segunda en los años 70, que es la que presenta restos materiales que la identificarían como un importante asentamiento calcolítico de tipología poco clara, aunque existe un singular enterramiento colectivo con restos humanos e instrumentos tallados en hueso y sílex (raederas, cuchillos, puntas de flecha y lascas de desecho), así como piedra pulida y restos cerámicos realizados a mano y de carenas bajas, y puntas de cobre de baja calidad realizado para jabalinas y flechas.
Otro paraje digno de mención son los abrigos de la Serrezuela, donde se han hallado pinturas rupestres de tipo esquemático. También destaca el yacimiento del cerro de la Torre de la Cabeza, ubicado en su ladera occidental, y con estructuras de hábitat que se remontan a la Edad del Bronce, como lo demuestran los restos cerámicos a mano y bruñidos, y con ocupación durante las etapas ibérica (cerámicas con decoraciones geométricas pintadas en rojo), romana e incluso medieval.
En cuanto al periodo romano, es posible que el castillo de la Peñuela se levante sobre alguna edificación romana preexistente; asimismo, existiría una calzada romana construida por Augusto en el año 8 a. C. que discurriría por el término municipal atravesando la aldea de La Cerradura hacia Mentesa, como lo demuestran los cuatro miliarios hallados en 1975. También existe ocupación durante esta fase en la meseta de la Casilla de Pajares, situada entre dos arroyos de la orilla derecha del Guadalbullón y con una extensión de hectárea y media. No se aprecian estructuras en la misma, aunque sí hay restos cerámicos de clara tipología romana, entre los que se cuentan producciones en terra sigillata hispánica. El hábitat en esta etapa en el término municipal sería muy disperso, en villas y pequeños núcleos que quedarían abandonados en la fase posterior debido a la inestabilidad de la misma.

### Edad Media

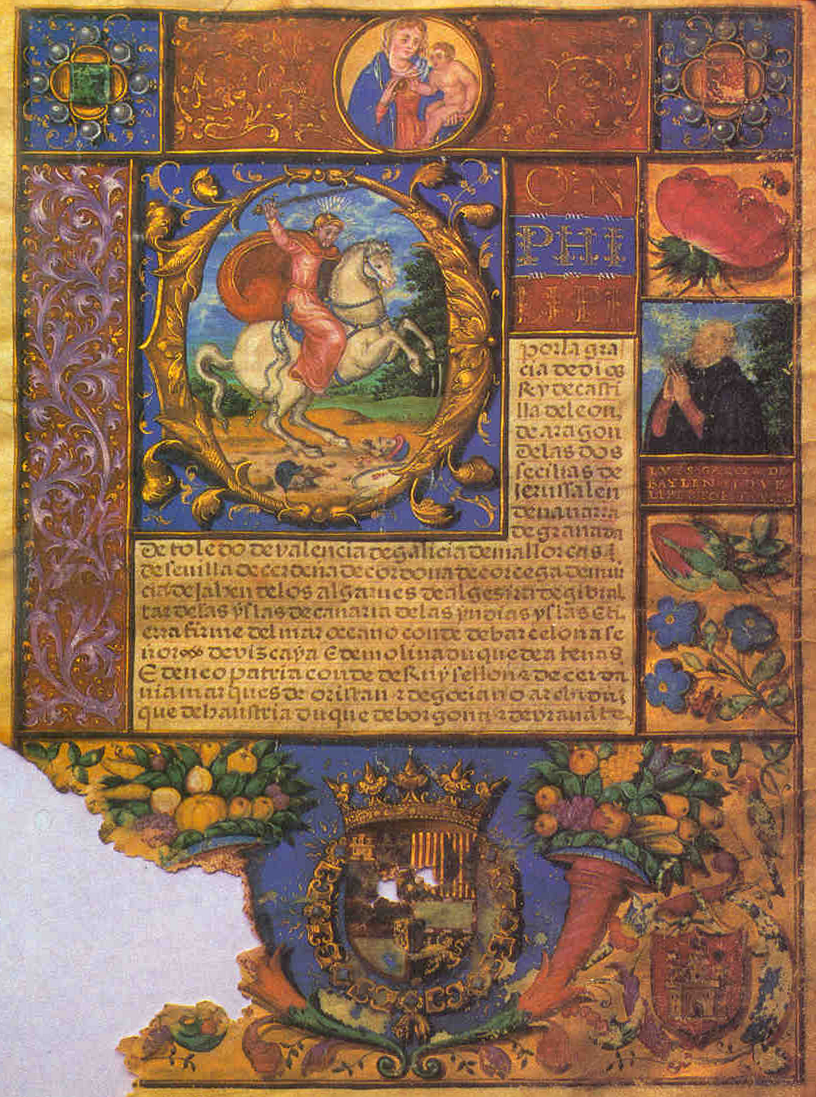
Carta de Privilegio Real de Pegalajar. Otorgada por Felipe II, el 3 de junio de 1559.

El topónimo Pegalajar parece poseer un origen mixto, vinculando el término latino pagus con el árabe al-hayar, significando "aldea" y "piedra" respectivamente. No obstante, existen otras interpretaciones respecto tanto al significado concreto del topónimo ("vega pedregosa" o "paso entre montañas") como al origen, que pudiera establecerse también por la existencia de Bagu, una localización situada por al-Idrisi en el camino entre Córdoba y Levante, y que quedaría incluida en el territorio de Sierra Mágina, conocido como Sumuntan. Se trataría de un hisn, un asentamiento en altura de carácter defensivo que albergaría en momentos de peligro a las gentes de las aldeas relacionadas con el Guadalbullón y la Fuente de la Reja. En época emiral el carácter defensivo queda asumido por una población existente bajo la Peña de los Buitres, una elevación rocosa dotada de potentes defensas naturales donde se ubicaría un aljibe. Este primer núcleo se abandonaría en el califato omeya bajo el reinado de Abd al-Rahman III, debido a la orden que dicta el califa obligando a las poblaciones a abandonar las alturas, trasladándose a las zonas bajas y vegas más fácilmente controlables. La población se trasladaría así a un nuevo núcleo en la Peñuela, donde pronto surgirán estructuras complejas, como molinos de agua, terrazas, bancales y albercas, de las que La Charca podría ser heredera directa.
El núcleo de la Peñuela se va consolidando como refugio defensivo, ampliando sus fortificaciones ante el peligro que supone el progresivo avance cristiano hacia el Sur de la Península por el Alto Guadalquivir, siendo Fernando III el que finalmente conquiste Pegalhaiar y su alcázar en 1244, quedando incluidas en las tierras de realengo y asumiendo el carácter de zona militar fronteriza con el reino nazarí de Granada. Las luchas internas de Castilla en los siglos XIV y XV tuvieron también como escenario a Pegalajar, siendo la conjura de 1468 contra el condestable Iranzo el incidente más destacado.

## Serrezuela de Pegalajar

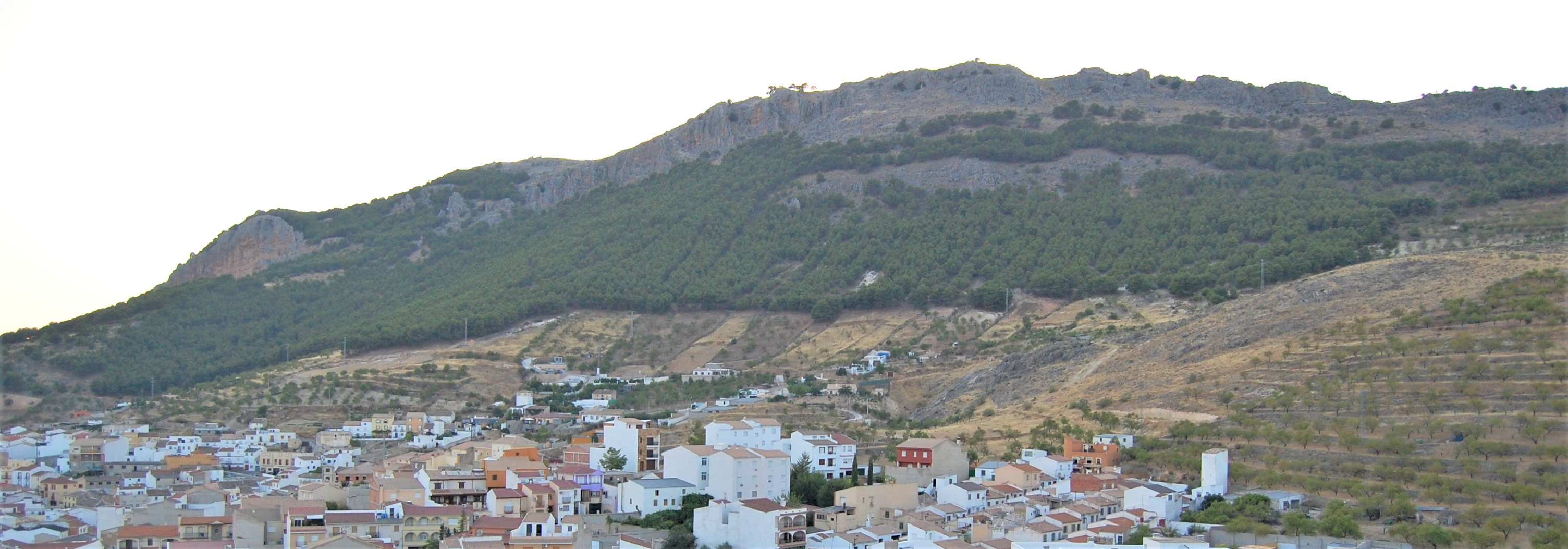
Serrezuela de Pegalajar.

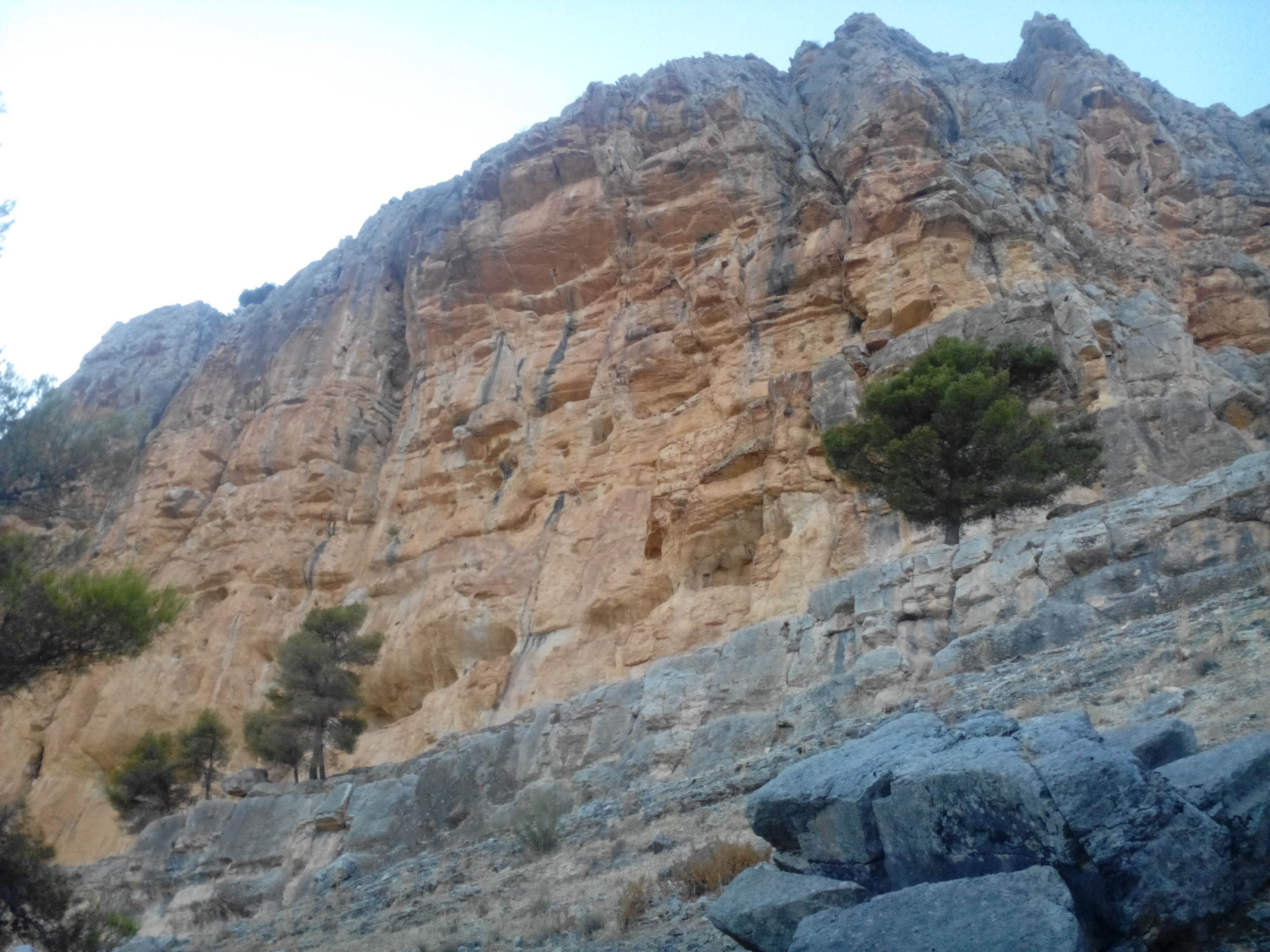
Abrigo en la Serrezuela de Pegalajar

La Serrezuela es un monte mediterráneo, con una gran masa forestal de pino carrasco de repoblación, y encinas de regeneración natural, así como arbustos (majuelo, enebro y torvizco). Son muy abundantes las plantas aromáticas (romero, alhucema y tomillo). Entre su fauna hay grandes rapaces (águila perdicera y cernícalo común), rapaces nocturnas (búho real, mochuelo y autillo) y cabras montesas en las zonas rocosas.
Presenta un rico patrimonio histórico arqueológico, albergando en algunos de sus abrigos rocosos pinturas rupestres prehistóricas. Así como restos de construcciones medievales ("El Albercón de la Reina" y la "Torre de la Pedragosa") que indican su relevancia estratégica. Además, se encuentran aterrazamientos y chozos de mampostería, que indican la forma de vida tradicional.
Actualmente es aprovechada para hacer deporte en la naturaleza (senderismo, bicicleta de montaña, escalada, bulder, y vuelo libre). Dispone de dos miradores con espléndidas panorámicas del municipio y su entorno montañoso, y un área recreativa (las "Siete Pilillas").

## Demografía
Cuenta con una población de 2827 habitantes (INE 2024).
| Gráfica de evolución demográfica de Pegalajar entre 1842 y 2021                                                       |
| |
| Población de derecho según los censos de población del INE. Población de hecho según los censos de población del INE. |

## Edificios y parajes singulares

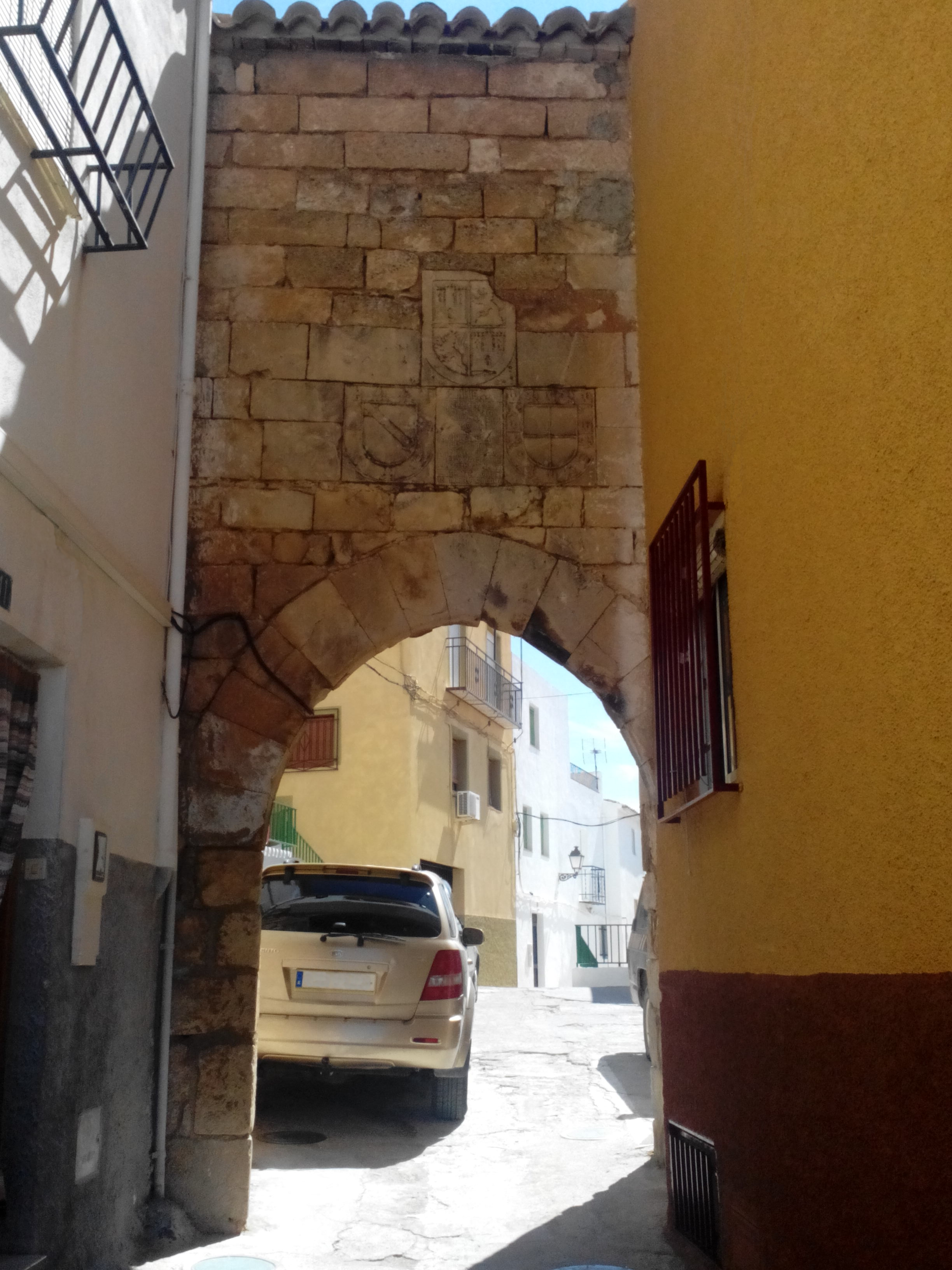
Arco de la Encarnación.

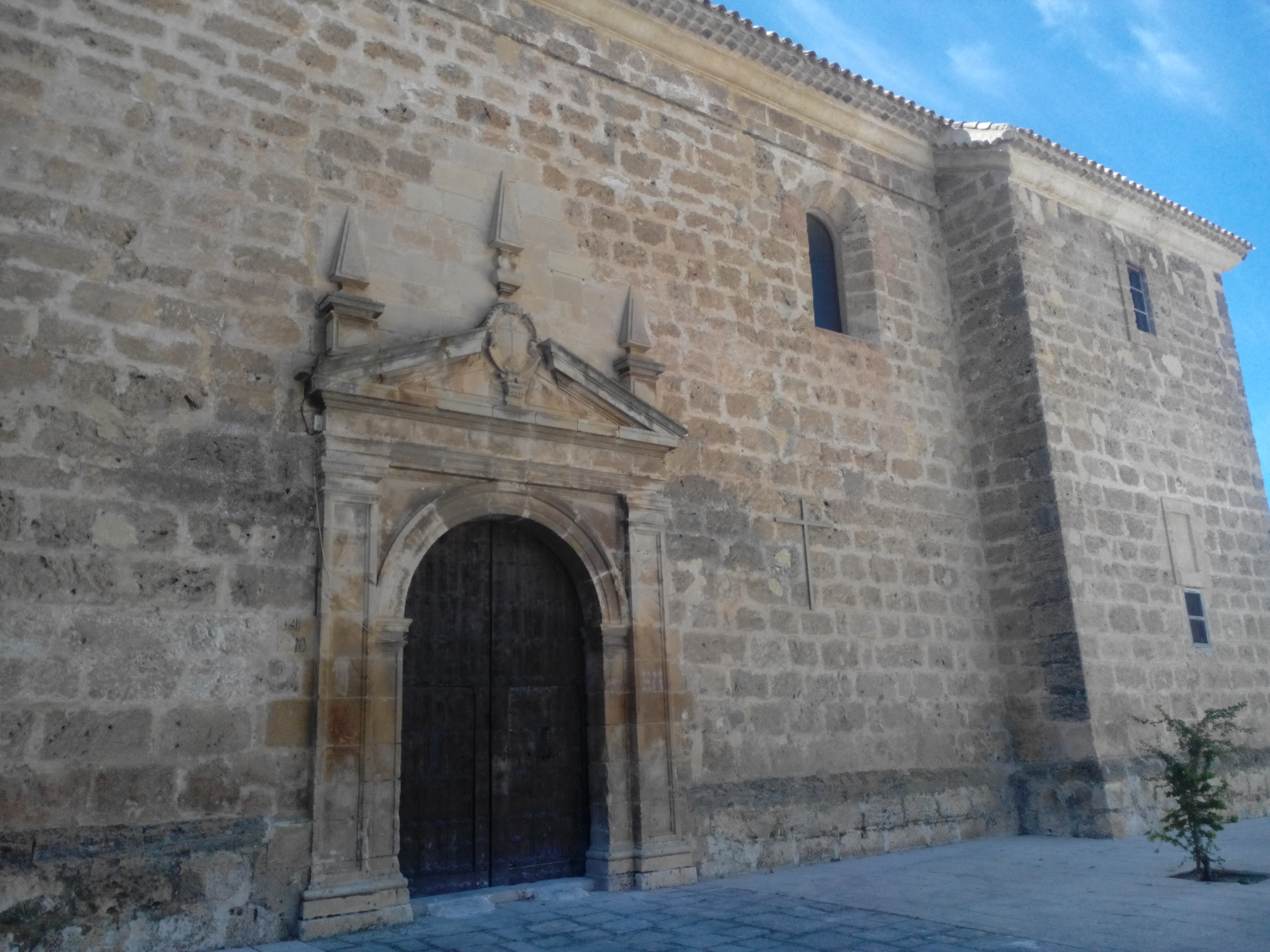
Iglesia de la Santa Cruz.

Tiene un rico patrimonio histórico tanto aquitectónico como cultural.
- Arco de la Encarnación: Puerta principal de entrada al recinto amurallado y al antiguo castillo de Pegalajar. Forma un arco apuntado sobre el que se ubica arriba el escudo de Fernando III, y por debajo de izquierda a derecha el escudo de la familia Sandoval, una lápida conmemorativa en letra gótica, y el escudo de la ciudad de Jaén. En el adarve, en el siglo XIX, se construyó la capilla de la virgen de la Encarnación. Declarado Bien de Interés Cultural en 1985.[15][16]
- Casa consistorial: del siglo XVIII. Del antiguo Ayuntamiento se conserva su portada dintelada, flanqueada por pilastras y entablamento con friso jónico y dintel muy volado, sobre él se apoya el balcón que destaca con su ventanal de tres arcos, rematados por el escudo imperial de Carlos I, columnas coronadas y pináculos laterales.[17]
- Cueva de Aro: descubierta en 1970, con una superficie total de 200 m².
- Cueva de los Majuelos: con una bóveda de unos 20 m de altura y una superficie aproximada de 700 m².[18]
- Ermita de la Virgen de las Nieves: antigua ermita de Santa María, de probable origen medieval. Desde el s. XVII está bajo la advocación de la Virgen de las Nieves (patrona de Pegalajar). En la plaza adjunta se ubicó el antiguo cementerio.[19]
- Iglesia de la Santa Cruz: en el siglo XVI fue construida con piedra tosca por Alonso Barba, sustituyendo a la primitiva iglesia y en lugar de una antigua mezquita. Destacan sus portadas clásicas y sencillas, la torre del campanario sobre la antigua torre del homenaje del castillo, su planta de "cajón" y el retablo barroco del altar mayor del siglo XVIII. Declarado Bien de Interés Cultural en 1985.[20][21]
- La Charca: es un embalse que recoge las aguas del nacimiento de la Fuente de la Reja desde tiempo inmemorial. En un principio fue una laguna formada por un simple dique de contención. En 1903 se construyó un muro alrededor de todo su contorno y entre 1944 y 1949 se realizaron diversas reformas elevándose el muro perimetral y pavimentándose el suelo. Su función principal es el control del recurso hídrico, para el uso y distribución del agua regulado desde 1771. Pero también es un espacio social y simbólico fundamental en la vida de Pegalajar.[22]
- La Fuente de la Reja: es el derrame natural del acuífero subterráneo y origen del sistema hidráulico de la huerta pegalajareña. Este manantial sostiene el complejo socioeconómico de la población. Este manantial fue incorporado al urbanismo del pueblo en 1605, como indican las inscripciones de las dos lápidas que flanquean el escudo de Felipe III incrustado en su frontal. Una leyenda cuenta que una lavandera descubrió la imagen de la Virgen de Gracia en este lugar, construyéndose en su honor una ermita sobre al propia fuente.
- Plaza de toros: inaugurada el 7 de agosto de 1919, y construida en mampostería.[23]

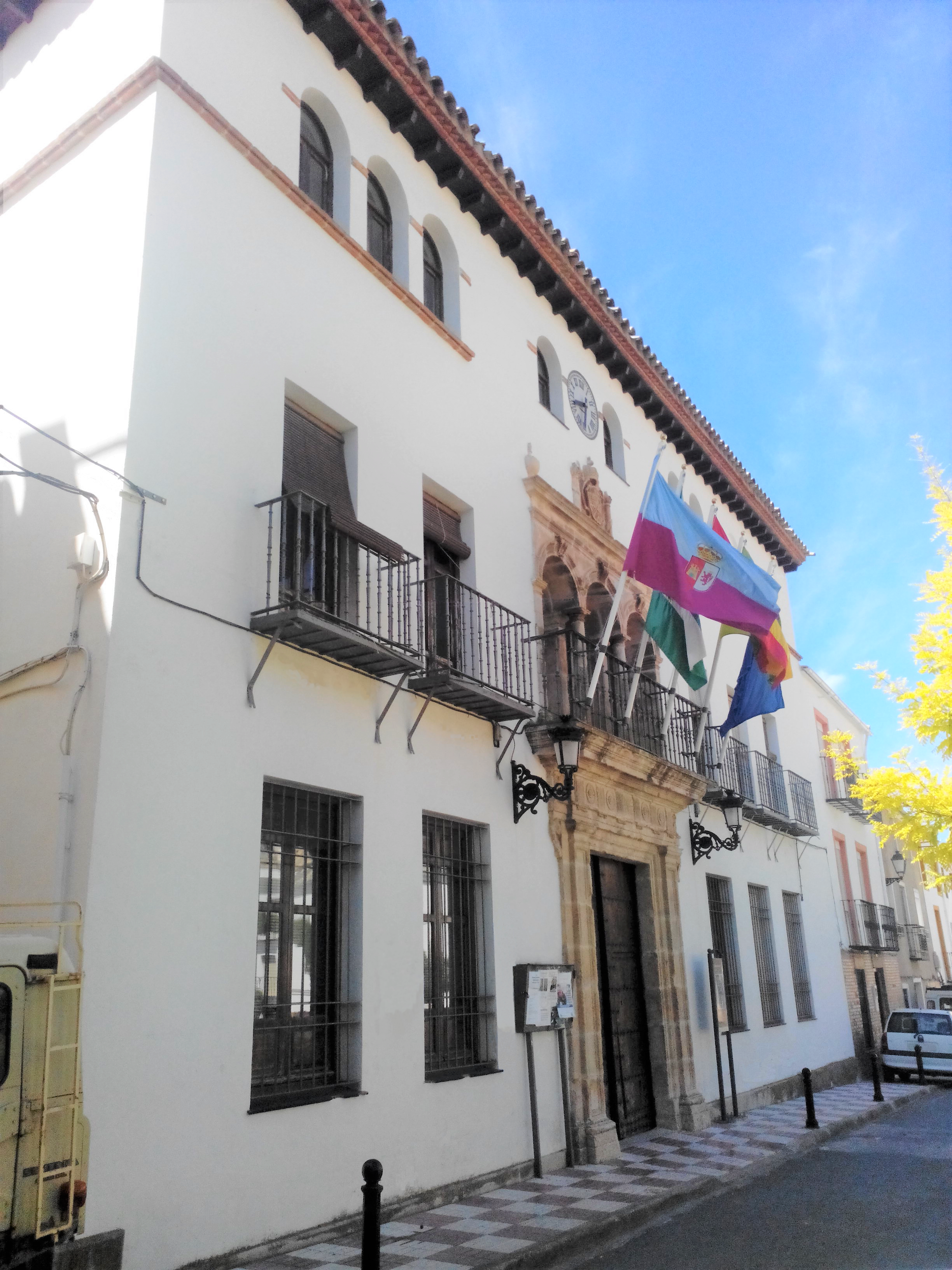
Ayuntamiento.
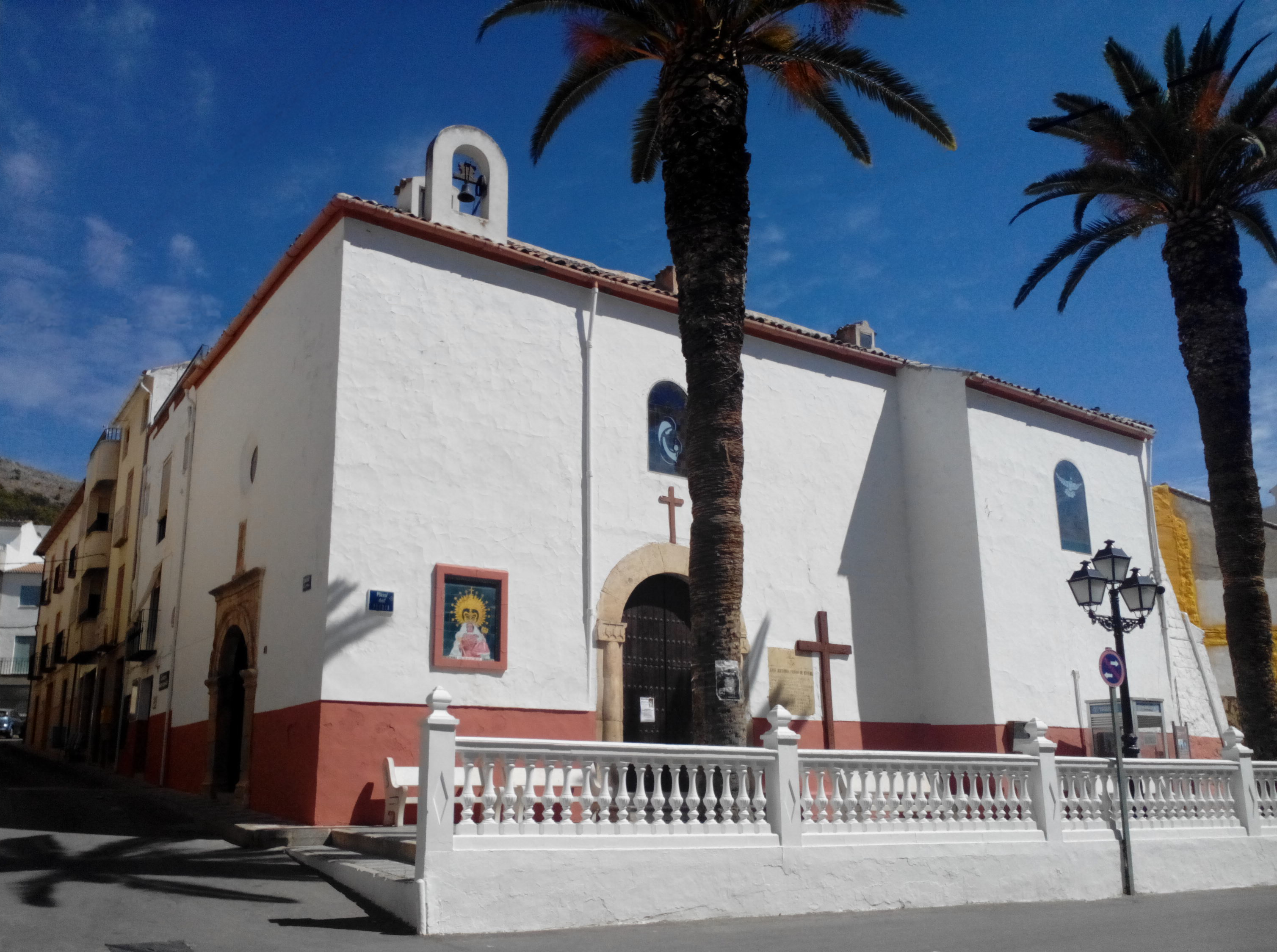
Ermita de la Virgen de las Nieves.
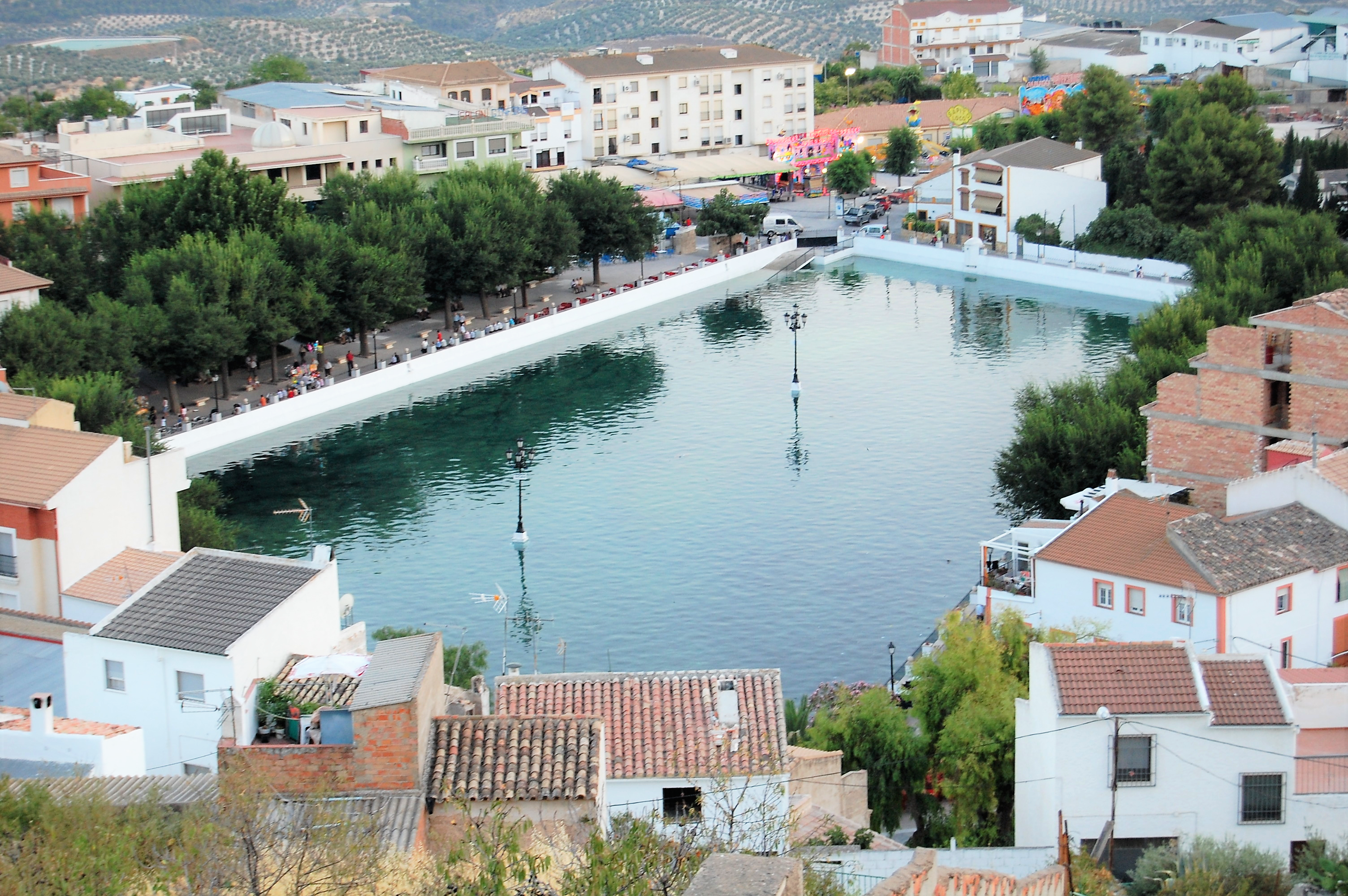
La Charca.
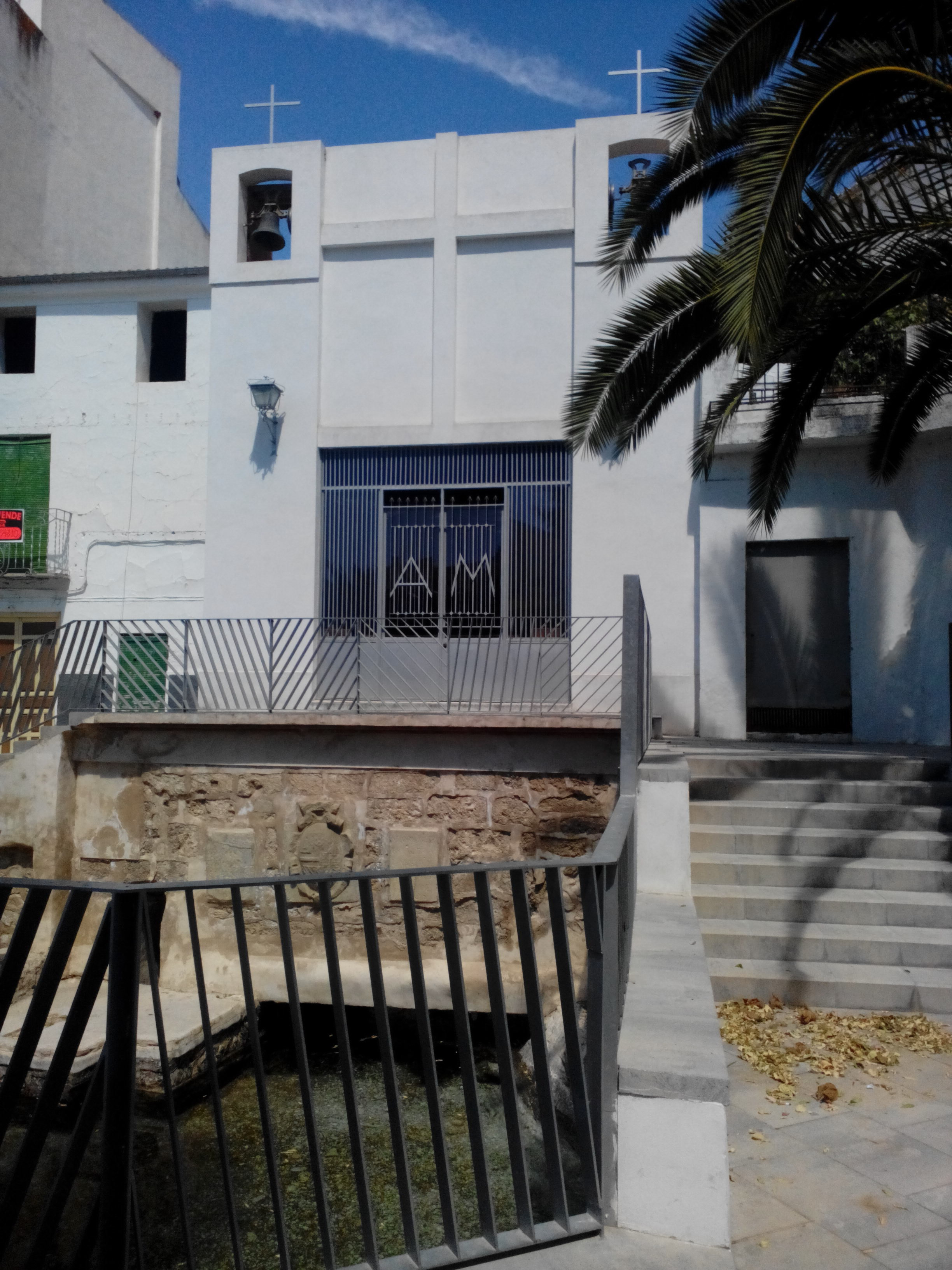
Ermita de la Virgen de Gracia sobre la Fuente de la Reja.
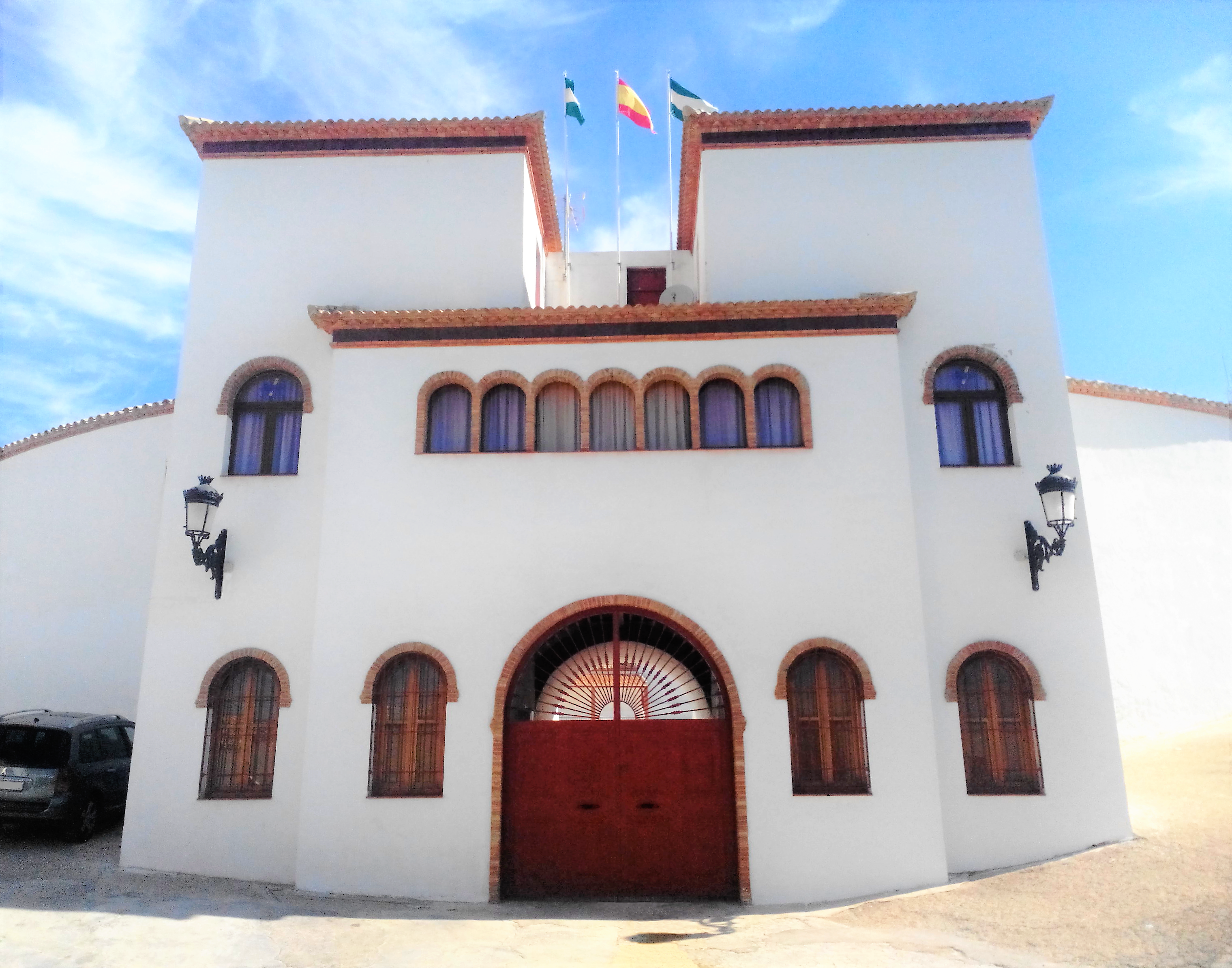
Plaza de toros.

## Patrimonio Inmueble de Andalucía
En el municipio de Pegalajar hay 26 bienes declarados Patrimonio Inmueble de Andalucía (PIA), a su vez seis de ellos son también Bien de Interés Cultural (BIC) supervisado por el Ministerio de Educación, Cultura y Deporte:
| Código PIA  | Denominación                                                   | Caracterización              | Identificador BIC   | Fecha      |
| ----------- | -------------------------------------------------------------- | ---------------------------- | ------------------- | ---------- |
| 01230670001 | Ayuntamiento                                                   | Arquitectónica               |                     |            |
| 01230670002 | Castillo                                                       | Arqueológica, arquitectónica |                     |            |
| 01230670004 | Torre del Homenaje del Castillo o del Campanario de la Iglesia | Arqueológica, arquitectónica | RI-51-0007954       | 22/06/1993 |
| 01230670005 | Torre de la Cabeza                                             | Arqueológica, arquitectónica | RI-51-0007953       | 22/06/1993 |
| 01230670006 | Cueva Majuelos                                                 | Arqueológica                 |                     |            |
| 01230670008 | Vivienda 0008                                                  | Etnológica                   |                     |            |
| 01230670009 | Vivienda 0009                                                  | Etnológica                   |                     |            |
| 01230670010 | Abrigos La Serrezuela                                          | Arqueológica                 | RI-51-0012005       | 25/06/1985 |
| 01230670011 | La Serrezuela, abrigo I                                        | Arqueológica                 | RI-51-0012005-00001 | 25/06/1985 |
| 01230670012 | La Serrezuela, abrigo II                                       | Arqueológica                 | RI-51-0012005-00002 | 25/06/1985 |
| 01230670013 | Este del Barranco de La Palma                                  | Arqueológica                 |                     |            |
| 01230670014 | Nordeste del Barranco de la Palma                              | Arqueológica                 |                     |            |
| 01230670015 | Desembocadura del Barranco del Pinar                           | Arqueológica                 |                     |            |
| 01230670016 | Casilla de Pajares                                             | Arqueológica                 |                     |            |
| 01230670017 | Torre de la Cabeza                                             | Arqueológica                 |                     |            |
| 01230670019 | Plaza de Toros                                                 | Arquitectónica, etnológica   |                     |            |
| 01230670020 | Ermita Virgen de las Nieves                                    | Etnológica                   |                     |            |
| 01230670021 | Parroquia de la Santa Cruz                                     | Etnológica                   |                     |            |
| 01230670022 | Huerta de Pegalajar                                            | Arquitectónica, etnológica   |                     |            |
| 01230670023 | Cruz de Pegalajar I                                            | Etnológica                   |                     |            |
| 01230670024 | Fuente de la Reja                                              | Etnológica                   |                     |            |
| 01230670025 | Pilar de la Laguna                                             | Etnológica                   |                     |            |
| 01230670026 | Mercado de Pegalajar                                           | Etnológica                   |                     |            |
| 01230670028 | Iglesia de Santa Cruz                                          | Arquitectónica               |                     |            |
| 01230670030 | Fábrica de Herederos de Ildefonso Espinosa Jiménez             | Arquitectónica, etnológica   |                     |            |
| 01230670031 | Arco de la Encarnación o Puerta de Jaén                        | Arqueológica, arquitectónica | RI-51-0007952       | 22/06/1993 |

## Economía

### Evolución de la deuda viva municipal
El concepto de deuda viva contempla sólo las deudas con cajas y bancos relativas a créditos financieros, valores de renta fija y préstamos o créditos transferidos a terceros, excluyéndose, por tanto, la deuda comercial.
| Gráfica de evolución de la deuda viva del Ayuntamiento de Pegalajar entre 2008 y 2023                |
| |
| Deuda viva del Ayuntamiento de Pegalajar, en miles de euros, según datos del Ministerio de Hacienda. |

## Administración y política

### Elecciones municipales
| Elecciones municipales desde 1979                      |      |      |      |      |      |      |      |      |      |      |      |      |
|                                                        | 1979 | 1983 | 1987 | 1991 | 1995 | 1999 | 2003 | 2007 | 2011 | 2015 | 2019 | 2023 |
| PSOE                                                   | 3    | 5    | 4    | 4    | 4    | 4    | 6    | 6    | 4    | 3    | 6    | 6    |
| AP/PP                                                  | -    | 4    | 4    | 4    | 3    | 4    | 3    | 3    | 4    | 4    | 2    | 3    |
| PCE/IU                                                 | 1    | 1    | 3    | 3    | 4    | 3    | 2    | 2    | 3    | 2    | 2    | 2    |
| PCLG                                                   | -    | -    | -    | -    | -    | -    | -    | -    | -    | 2    | 1    | -    |
| UCD                                                    | 5    | -    | -    | -    | -    | -    | -    | -    | -    | -    | -    | -    |
| PTA                                                    | 2    | 1    | -    | -    | -    | -    | -    | -    | -    | -    | -    | -    |
| En negrilla el partido más votado                      |      |      |      |      |      |      |      |      |      |      |      |      |
| Fuente: Datos de las elecciones municipales desde 1979 |      |      |      |      |      |      |      |      |      |      |      |      |

Los resultados en Pegalajar de las últimas elecciones municipales, celebradas en mayo de 2023, son:
| Elecciones Municipales - Pegalajar (2023) | Elecciones Municipales - Pegalajar (2023)     | Elecciones Municipales - Pegalajar (2023) | Elecciones Municipales - Pegalajar (2023) | Elecciones Municipales - Pegalajar (2023) |
| Partido político                          | Partido político                              | Votos                                     | Votos                                     | Concejales                                |
| ----------------------------------------- | --------------------------------------------- | ----------------------------------------- | ----------------------------------------- | ----------------------------------------- |
|                                           | Partido Socialista Obrero Español (PSOE)      | 891                                       | 51,20 %                                   | 6                                         |
|                                           | Partido Popular (PP)                          | 506                                       | 29,08 %                                   | 3                                         |
|                                           | Izquierda Unida Para la Gente (PARA LA GENTE) | 307                                       | 17,64 %                                   | 2                                         |

### Alcaldía
| Periodo   | Nombre                                                                              | Partido |
| --------- | ----------------------------------------------------------------------------------- | ------- |
| 1979-1983 | Pedro Ruiz Medina                                                                   | PSOE    |
| 1983-1987 | Pedro Ruiz Medina                                                                   | PSOE    |
| 1987-1991 | Antonio José Garrido Herrera                                                        | AP      |
| 1991-1995 | José Rojas Merino                                                                   | PSOE    |
| 1995-1999 | Manuel Herrera Valero 1996:Cristóbal Cobo Rentero 1997: Rafael José López Fernández | IU PP   |
| 1999-2003 | Rafael José López Fernández 2001: Alonso Cueva Torres                               | PP IU   |
| 2003-2007 | María Mercedes Valenzuela Generoso                                                  | PSOE    |
| 2007-2011 | María Mercedes Valenzuela Generoso 2009: Manuela Aranda López                       | PSOE    |
| 2011-2015 | Juan Cordero Garrido                                                                | PP      |
| 2015-2019 | José Antonio Vicente Torres 2015: Juan Merino Torres                                | PP      |
| 2019-2023 | Manuel Carrascosa Torres                                                            | PSOE    |
| 2023-act. | Manuel Carrascosa Torres                                                            | PSOE    |

## Patrimonio inmaterial
Las principales fiestas y tradiciones populares de Pegalajar son:
- Último domingo de marzo: Fiesta de la Virgen de la Encarnación
- Primer domingo de mayo: Fiesta de la Virgen de Gracia
- 9 de mayo: Fiesta de San Gregorio Nacianceno, la devoción a este santo se remonta al año 1670.[31]
- Domingo siguiente al jueves de Corpus Christi: Los Mondinguillos (muñecos a tamaño natural, elaborados con trapos y rellenos de paja o goma-espuma, que se colocan por las calles por donde hace su recorrido la procesión, formando escenas que critican algún acontecimiento local ocurrido durante el año).[32][33]
- 4 a 7 de agosto: Fiestas de la Virgen de las Nieves, patrona del pueblo.
- Agosto: Festival de Arte Flamenco, que se viene celebrando desde el año 1969.[34]

## Gastronomía

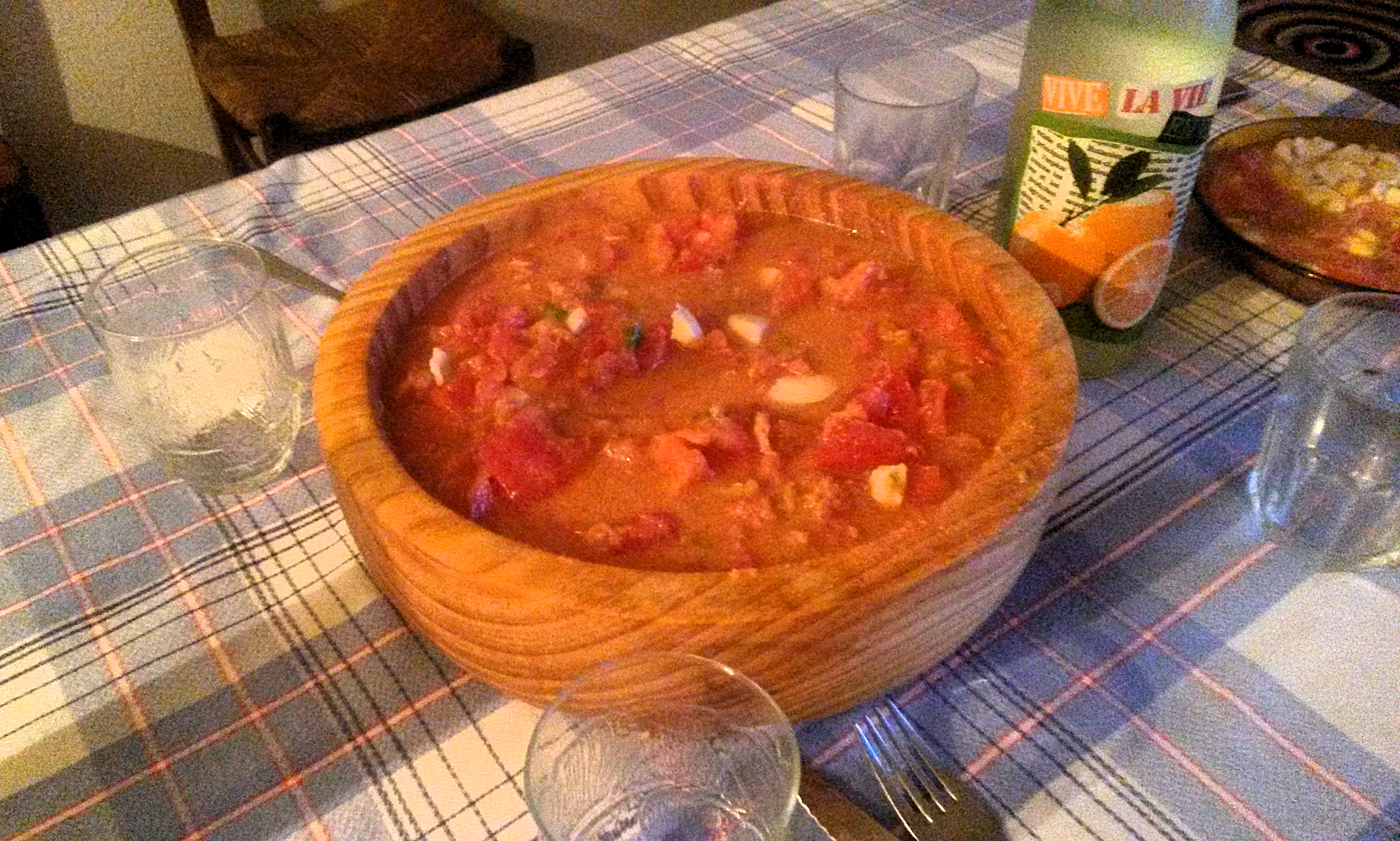
Pipirrana de Pegalajar.

Su gastronomía tradicional se basa en los productos de su huerta. Destaca la "pipirrana" que se elabora básicamente con tomate, majado de ajo, sal, huevo cocido y aceite de oliva en el propio “dornillo” de madera. Otros platos de la localidad son las "cachorreñas" (sopa de ajo, pan, pimiento rojo y chorizo), "cazolilla" (realizada a partir de una conserva tradicional denominada “torta de tomate”, que consiste en tomate seco formando una gran torta, y con la que se hace una salsa a la que se añade un sofrito de cebolla y bacalao), "arroz de Bercho" (con patatas y verduras de la huerta) o con “pitillos”, "migas de harina de maíz", y "ensalada de calabaza".
Su repostería presenta los "papajotes" (masa frita de harina, leche, azúcar y huevo), "gusanillos y roscos fritos de sartén", "tostá de azúcar", "roscos y mantecados de almendra", "alfajor", y "almendrados". Además de licores caseros de endrina, moras, o la Mistela y el vino del país.

## Productos
Destaca la producción de aceite de oliva virgen con denominación de origen Sierra Mágina, que además de comestible sirve para elaborar perfumes y jabones artesanos de esencias naturales. También ofrece artesanía en madera o esparto.

## Deportes
Instalaciones deportivas

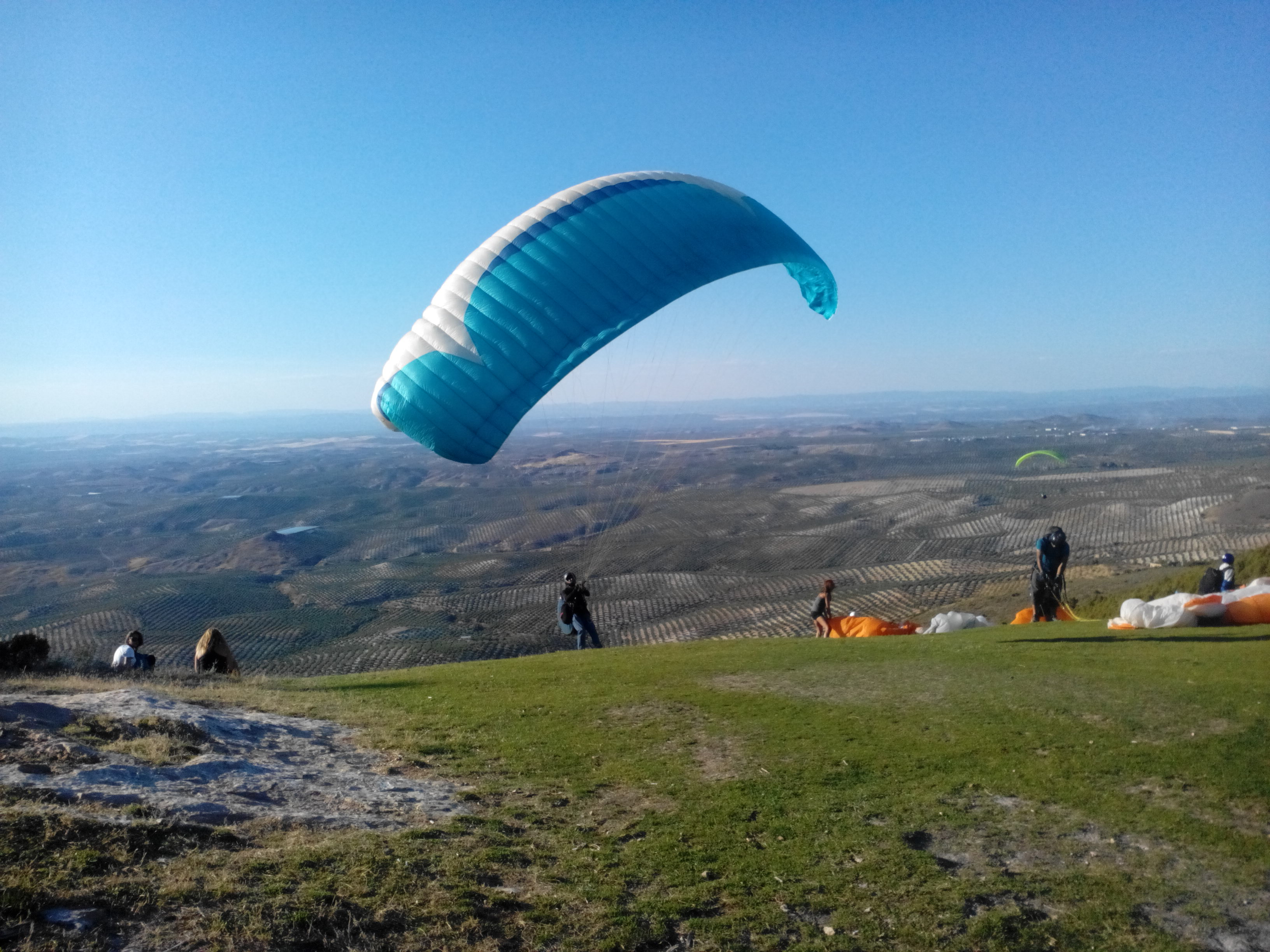
Campeonato de Parapente en Pegalajar.

- Centro de vuelo Siete Pilillas. Acoge varias pruebas del Campeonato de España de Parapente así como competiciones internacionales como la Copa del Mundo de Parapente 2023, además de impartirse cursos de iniciación al vuelo.[37][38]

Club deportivos
- Club Parapente Pegalajar. Fundado en 1990 con el nombre inicial de Club Parapente Jabalcruz.[39]
- Club Deportivo Atletismo Pegalajar. Fundado en 2005.[40]
- Club Baloncesto Pegalajar.
- Club Deportivo de fútbol sala La Charca